# Koninklijke Roeivereniging Sport Gent
De Koninklijke Roeivereniging Sport Gent  (KRSG) of kortweg Sport Gent is een Vlaamse koninklijke roeivereniging in de Belgische stad Gent, gelegen aan de Watersportbaan. Ze is de hoofdorganisator van het Internationaal Roeikampioenschap van België.

## Bekende leden
De club won in 1906 met het duo Guillaume Visser en Urbain Molmans en daarna ook homogeen de Grand Challenge Cup op de Henley Royal Regatta op de Theems in het Verenigd Koninkrijk. Eveline Peleman behaalde op de wereldkampioenschappen roeien 2014 goud in de skiff. Ook Rita Defauw roeide tijdens haar internationale jaren voor de club. Tijdens het WK Junioren in Tokyo 2019 wist een roeiduo een finaleplaats te behalen in de ongestuurde twee.

## Veelzijdig
Deze club heeft naast jeugdroeien en volwassenencompetitie ook een ontwikkeld eigen recreatief - en een mastersdepartement. Er werd in 2020 een tweede plaats behaald in de trans-Atlantische roeiovertocht door de Van Durme Brothers.

## Voorzitters
Huidig voorzitter is Chantal Neyrinckx. De Ere - Voorzitter Patrick Rombaut was jarenlang lid van de raad van bestuur van de  FISA. De club is op drie na de oudste roeiclub uit deze stad. Ze is na de Koninklijke Roeivereniging Club Gent de oudste van de 4 plaatselijke roeiverenigingen. Ondervoorzitter en ex-jeugdtrainster Gwenda Stevens is sinds 2013 de eerste vrouwelijke voorzitter van de Koninklijke Belgische Roeibond. Zij is ook Voorzitter van de officials commissie van het BOIC, Het Belgisch Olympisch en Interfederaal Comitee. 

## Ghent May Regatta
De club is ook de organisator van de als Ghent May Regatta bekende internationale roeiwedstrijd Internationale Regatta van Sport Gent met aansluitend daarop, samen met de Roeibond en de regionale Liga medeorganisator van de Belgian Open; niet te verwarren met de  Internationale Regatta KRCG, die vroeger May Regatta heette omdat die samen met Sport Gent werd georganiseerd op Hemelvaartsdag.

## Students
Ze ondersteunde in 2008 samen met oud-rector magnificus Paul Van Cauwenberge en StudentenRoeien Gent ook de eerste Ghent Student Regatta. Een van hun coaches was de oprichter van wat later Studentenroeien Gent is geworden.

## Azuurblauw
Het roeibladmotief van 'Sport Nautique' zijn ongeveer dezelfde als het nationaal roeiblad van Argentinië. Dwarsgestreept azuurblauw - wit - azuurblauw.